# Voyageur malgré lui
Pour plus de détails, voir Fiche technique et Distribution.
Voyageur malgré lui (The Accidental Tourist) est un film américain réalisé par Lawrence Kasdan, sorti en 1988.

## Synopsis
Macon Leary est auteur de guides touristiques pour voyageurs d'affaires, vivant à Baltimore. Après la mort de son fils, Ethan (12 ans), Macon fait ce qu'il peut pour faire face. Il garde tout au fond de lui, au grand désespoir de sa femme, Sarah. Elle ne supporte plus son attitude et souhaite alors qu'ils se séparent. Macon rencontre plus tard une jeune femme, Muriel, radicalement différente de lui. Il se rapproche d'elle. C'est ce moment que choisit son ex-femme pour lui redemander de vivre avec elle.

## Fiche technique
Sauf indication contraire, les informations mentionnées dans cette section peuvent être confirmées par la base de données cinématographiques IMDb,  présente dans la section « Liens externes ».
- Titre : Voyageur malgré lui
- Titre original : The Accidental Tourist
- Réalisation : Lawrence Kasdan
- Scénario : Frank Galati et Lawrence Kasdan, d'après le roman Voyageur malgré lui (The Accidental Tourist) d'Anne Tyler
- Décors : Bo Welch
- Musique : John Williams
- Photographie : John Bailey
- Montage : Carol Littleton
- Production : Phyllis Carlyle, Michael Grillo, Lawrence Kasdan, John Malkovich et Charles Okun
- Société de production : Warner Bros.
- Distribution : Warner Bros. (États-Unis)
- Pays de production :  États-Unis
- Format : Couleurs
- Genre : drame
- Durée : 121 minutes
- Dates de sortie[1] :
  - États-Unis : 23 décembre 1988 (sortie limitée)
  - États-Unis : 6 janvier 1989 (sortie nationale)
  - France : 5 avril 1989

## Distribution
- William Hurt (VF : Michel Derain) : Macon Leary
- Kathleen Turner (VF : Yolande Folliot) : Sarah Leary
- Geena Davis (VF : Céline Monsarrat) : Muriel Pritchett
- Amy Wright (VF : Denise Metmer) : Rose Leary
- David Ogden Stiers : Porter Leary
- Ed Begley Jr. (VF : Hervé Bellon) : Charles Leary
- Bill Pullman (VF : Vincent Violette) : Julian
- Robert Hy Gorman : Alexander Pritchett
- Bradley Mott : M. Loomis
- Seth Granger : Ethan Leary
- Jake Kasdan : Scott Canfield
- Jon Kasdan : le garçon chez le docteur
- Meg Kasdan : la réceptionniste
- Peggy Converse : Mme Barrett

## Production
Le film est adapté du roman The Accidental Tourist d'Anne Tyler. L'auteure était en lice pour le Prix Pulitzer de la fiction en 1986, finalement obtenu par Lonesome Dove de Larry McMurtry.
Le rôle principal est proposé à Kevin Costner, qui avait déjà tourné deux films avec Lawrence Kasdan. L'acteur refuse et le rôle revient à William Hurt, lui aussi fréquent collaborateur du réalisateur. Karen Black est quant à elle envisagée pour le rôle de Muriel, alors qu'Ellen Barkin a auditionné pour le rôle. Le producteur Phyllis Carlyle voulait Melanie Griffith pour le rôle, mais cela ne plait pas au réalisateur. Geena Davis sera engagée.
Comme pour ses précédents films, Lawrence Kasdan offre ici des petits rôles à des membres de sa famille : sa femme Meg et ses fils Jonathan et Jacob.
Le tournage a lieu dans le Maryland (Baltimore, Towson), à Paris (avenue de Wagram, rue de l'Hôtel-de-Ville), à Londres et sur plusieurs plateaux des Warner Bros. Studios de Burbank (Californie).

## Accueil
Le film reçoit des critiques plutôt positives de la part de la presse américaine. Sur l'agrégateur américain Rotten Tomatoes, il récolte 81% d'opinions favorables pour 32 critiques et une note moyenne de 7,08⁄10. Sur Metacritic, il obtient une note moyenne de 53⁄100 pour 12 critiques.
Le film récolte 32 632 093 $ au box-office américain.
Le film est présent dans l'ouvrage 1001 films à voir avant de mourir de Steven Jay Schneider.

## Distinctions
- Oscar de la meilleure actrice dans un second rôle pour Geena Davis
- Nomination à l'Oscar de la meilleure chanson - James Horner
- Nomination à l'Oscar du meilleur film
- Nomination à l'Oscar du meilleur scénario adapté